# Lauryn Williams
Lauryn Williams (n. 11 septembrie 1983, Pittsburgh, Pennsylvania, SUA) este o sportivă americană, medaliată olimpică. A participat la 3 ediții ale Jocurilor Olimpice de vară (2004, 2008, 2012) în care a câștigat o medalie de aur și medalie de argint în probele de 4x100 m și 100 m. În plus, a câștigat o medalie de argint la Jocurile Olimpice de iarna din 2014 în proba de bob.

## Palmares
| An       | Competiție                     | Locație                             | Loc      | Eveniment | Note     |
| Atletism | Atletism                       | Atletism                            | Atletism | Atletism  | Atletism |
| -------- | ------------------------------ | ----------------------------------- | -------- | --------- | -------- |
| 2002     | Campionatul Mondial de Juniori | Kingston, Jamaica                   | 1        | 100 m     | 11,33    |
| 2002     | Campionatul Mondial de Juniori | Kingston, Jamaica                   | 2        | 4×100 m   | 43,66    |
| 2003     | Jocurile Panamericane          | Santo Domingo, Republica Dominicană | 1        | 100 m     | 11,12    |
| 2003     | Jocurile Panamericane          | Santo Domingo, Republica Dominicană | 1        | 4×100 m   | 43,06    |
| 2003     | Campionatul Mondial            | Paris, Franța                       | 2        | 4x100 m   | 42,03    |
| 2004     | Jocurile Olimpice              | Atena, Grecia                       | 2        | 100 m     | 10,96    |
| 2004     | Jocurile Olimpice              | Atena, Grecia                       | –        | 4x100 m   | DS       |
| 2005     | Campionatul Mondial            | Helsinki, Finlanda                  | 1        | 100 m     | 10,93    |
| 2005     | Campionatul Mondial            | Helsinki, Finlanda                  | 1        | 4x100 m   | 41,78    |
| 2006     | Campionatul Mondial în sală    | Moscova, Rusia                      | 2        | 60 m      | 7,01     |
| 2007     | Campionatul Mondial            | Osaka, Japonia                      | 2        | 100 m     | 11,01    |
| 2007     | Campionatul Mondial            | Osaka, Japonia                      | 1        | 4x100 m   | 41,98    |
| 2008     | Jocurile Olimpice              | Beijing, China                      | 4        | 100 m     | 11,03    |
| 2008     | Jocurile Olimpice              | Beijing, China                      | –        | 4x100 m   | DS       |
| 2009     | Campionatul Mondial            | Berlin, Germania                    | 5        | 100 m     | 11,01    |
| 2009     | Campionatul Mondial            | Berlin, Germania                    | –        | 4x100 m   | NT       |
| 2012     | Jocurile Olimpice              | Londra, Marea Britanie              | 1        | 4x100 m   | 40,82    |
| Bob      |                                |                                     |          |           |          |
| 2014     | Jocurile Olimpice              | Soci, Rusia                         | 2        | bob-2     | 3:50,71  |

1. ↑  Atleta a participat doar la calificări.
2. ↑  Atleta a participat doar la calificări, dar a primit o medalie.

## Legături externe
Materiale media legate de Lauryn Williams la Wikimedia Commons
- en Lauryn Williams la World Athletics
- en Lauryn Williams la Olympedia.org